# Le Plantis
Le Plantis é uma comuna francesa na região administrativa da Normandia, no departamento Orne. Estende-se por uma área de 8,2 km². Em 2010 a comuna tinha 144 habitantes (densidade: 17,6 hab./km²).